# Zephyr National
Zephyr National è il terzo album discografico solistico di Tom Fogerty, pubblicato dalla casa discografica Fantasy Records nel maggio del 1974.

## Tracce

### LP
Lato A
Testi e musiche di Tom Fogerty.
1. It's Been a Good Day – 2:15
2. Can You Feel It, Ras? – 1:55
3. Mystic Isle Avalon – 2:25
4. Reggie – 2:03
5. Money (Root the Root) – 2:31

Lato B
Testi e musiche di Tom Fogerty, eccetto dove indicato.
1. Hot Buttered Rum – 1:53 (Tom Fogerty, Russell Gary)
2. Joy Ful Resurrection – 3:35
3. Heartbeat – 2:11
4. Fate – 2:55
5. Goin' Back to Okeefenokee – 3:11

## Musicisti
- Tom Fogerty - voce, chitarra
- Tom Phillips - chitarra, chitarra pedal steel, accompagnamento vocale-cori
- Russ Gary - chitarra, accompagnamento vocale-cori
- Stu Cook - chitarra, basso, sintetizzatore A.R.P., accompagnamento vocale-cori
- J.C. Fogerty - chitarra
- Gary Potterton - chitarra
- Stephen Miller - tastiere
- Stephen Funk - tastiere
- The Rev Ron Stallings - sassofono
- Doug Clifford - batteria, percussioni, accompagnamento vocale-cori
- Jeff Narell - steel drum
- The Stovall (Lillian, Netta & Jo) - accompagnamento vocale-cori

Note aggiuntive
- Russ Gary - produttore (per la DSR)
- Tom Fogerty e DSR (Doug Clifford, Stu Cook e Russ Gary) - arrangiamenti
- Russ Gary e John A. Flores - ingegneri delle registrazioni
- Tony Lane - art direction
- Philip Carroll - lettering
- Bob Fogerty - fotografia retrocopertina album originale[2]